# 田村真佑
田村 真佑（たむら まゆ、1999年〈平成11年〉1月12日 - ）は、日本のアイドルであり、女性アイドルグループ乃木坂46のメンバーである。埼玉県出身。乃木坂46合同会社所属。

## 来歴
1999年（平成11年）1月12日生まれ。
中学生時代はソフトボール部に所属していた。高校に進学できなかった時のためにAKB48のオーディションを受験したが落選。
2018年（平成30年）、20歳を迎える年に最後のチャンスだと思い『坂道合同新規メンバー募集オーディション』を受験し8月15日に合格した。同年12月3日、日本武道館で行われた「乃木坂46 4期生お見立て会」で乃木坂46の4期生としてお披露目された。
2019年（平成31年）1月11日、東京都港区にある乃木神社で齋藤飛鳥らと共に成人式を行った。同年（令和元年）10月から11月、『乃木坂46版 ミュージカル「美少女戦士セーラームーン」2019』でセーラー戦士のセーラーヴィーナス（愛野美奈子）役を演じた。
2020年（令和2年）4月、ラジオ番組『レコメン!』（文化放送）の水曜日24時台のパーソナリティを務める。同年11月16日、2021年（令和3年）1月27日発売の26thシングル「僕は僕を好きになる」の選抜メンバーが発表され、同じく4期生の清宮レイとともに初選抜入りした。
2023年（令和5年）8月1日、1st写真集『恋に落ちた瞬間』（ワニブックス）が発売。
2024年（令和6年）7月19日より、卒業する清宮レイの後任として、TOKYO FM『ベルク presents 乃木坂46の乃木坂に相談だ!』にレギュラー出演している。同年11月12日、『Aランクパーティを離脱した俺は、元教え子たちと迷宮深部を目指す。』に声優としてテレビアニメ初出演が発表された。
2025年（令和7年）6月16日、1stソロ写真集の公式Instagramアカウントを個人のアカウントとして引き継ぐ形で運用を始めた。

## 人物
愛称は、まゆちゃん、まゆたん。
好きな食べ物はハンバーグ、ビーフシチュー、焼肉、お米、フルーツタルト。好きな動物は猫。趣味は美味しいものを食べることと面白いアニメを探すこと。得意料理はオムライス。

### 乃木坂46
4期生最年長で、4期生の中ではまとめ役をすることが多い。4期生で彼女にするなら筒井あやめ。同期で卒業生の早川聖来とは自他共に認める大の仲良し。3期生で先輩の久保史緒里とは2019年の舞台「美少女戦士セーラームーン2019」から親交を深め、今では自らの実家へ招くほど仲良しで、田村の両親も久保を大歓迎している。
サイリウムカラーは紫と水色。
『乃木坂工事中』（テレビ愛知）では「シン・設楽の女」の称号を獲得。

## 作品

### シングル
乃木坂46
- 4番目の光（2019年5月29日、SRCL-11192/3） - EAN 4547366406719。
- 図書室の君へ（2019年9月4日、SRCL-11262/3） - EAN 4547366418576。
- I see...（2020年3月25日、SRCL-11466/7） - EAN 4547366444230。
- 世界中の隣人よ（2020年5月25日）[24]
- 僕は僕を好きになる（2021年1月27日、SRCL-11680/8） - EAN 4547366487244。
- Wilderness World（2021年1月27日、SRCL-11680/1） - EAN 4547366487244。
- Out of the blue（2021年1月27日、SRCL-11686/7） - EAN 4547366487282。
- ごめんねFingers crossed（2021年6月9日、SRCL-11836/44） - EAN 4547366507270。
- 全部 夢のまま（2021年6月9日、SRCL-11836/44） - EAN 4547366507270。
- 猫舌カモミールティー（2021年6月9日、SRCL-11844）- EAN 4547366507300。
- 君に叱られた（2021年9月22日、SRCL-11880/8） - EAN 4547366522303。
- 他人のそら似（2021年9月22日、SRCL-11888） - EAN 4547366522334。
- 最後のTight Hug（2021年11月5日）[25]
- Actually...（2022年3月23日、SRCL-12100/8） - EAN 4547366549058。
- 深読み（2022年3月23日、SRCL-12100/8） - EAN 4547366549058。
- 好きになってみた（2022年3月23日、SRCL-12108） - EAN 4547366549089。
- 好きというのはロックだぜ!（2022年8月31日、SRCL-12210/8） - EAN 4547366571950。
- ジャンピングジョーカーフラッシュ（2022年8月31日、SRCL-12212/3） - EAN 4547366571967。
- ここにはないもの（2022年12月7日、SRCL-12330/8） - EAN 4547366590166。
- 銭湯ラプソディー（2022年12月7日、SRCL-12332/3） - EAN 4547366590173。
- 人は夢を二度見る（2023年3月29日、SRCL-12480/8） - EAN 4547366607307。
- 僕たちのサヨナラ（2023年3月29日、SRCL-12480/8） - EAN 4547366607307。
- おひとりさま天国（2023年8月23日、SRCL-12620/8） - EAN 4547366626612。
- 誰かの肩（2023年8月23日、SRCL-12620/1） - EAN 4547366626612。
- お別れタコス（2023年8月23日、SRCL-12626/7） - EAN 4547366626643。
- Monopoly（2023年12月6日、SRCL-12630/8） - EAN 4547366650990。
- 手ごねハンバーグ（2023年12月6日、SRCL-12634/5） - EAN 4547366651010。
- チャンスは平等（2024年4月10日、SRCL-12850/8） - EAN 4547366669053。
- ぶんぶくちゃがま（2024年4月10日、SRCL-12854/5） - EAN 4547366669077。
- チートデイ（2024年8月21日、SRCL-12950/8） - EAN 4547366693973。
- あの光（2024年8月21日、SRCL-12950/8） - EAN 4547366693973。
- 懐かない仔猫（2024年8月21日、SRCL-12954/5） - EAN 4547366693997。
- 歩道橋（2024年12月11日、SRCL-13070/8） - EAN 4547366716580。
- 雪が降る日にまた会おう（2024年12月11日、SRCL-13076/7） - EAN 4547366716627。
- 懐かしさの先（2025年2月3日）
- ネーブルオレンジ（2025年3月26日、SRCL-13220/8） - EAN 4547366731125。
- 不道徳な夏（2025年7月30日、SRCL-13374/5） - EAN 4547366755992。
- 君と猫（2025年7月30日、SRCL-13378） - EAN 4547366756005。

### アルバム
乃木坂46
- 今が思い出になるまで（2019年4月17日、SRCL-11140/7） - EAN 4547366401325。
- Time flies（2021年12月15日、SRCL-12020/30） - EAN 4547366534184。

### 映像作品
- いつのまにか、ここにいる Documentary of 乃木坂46（2019年12月25日） - EAN 4988104123695。
- 乃木坂46 7th YEAR BIRTHDAY LIVE 2019.2.21-24 KYOCERA DOME OSAKA（2020年2月5日） - EAN 4547366438956。
- 乃木坂どこへ 第1巻（2020年3月6日） - EAN 4988021717984, EAN 4988021140058。
- ミュージカル「美少女戦士セーラームーン」2019（2020年4月11日） - EAN 4573478602794。
- 乃木坂どこへ 第2巻（2020年8月7日） - EAN 4988021718141, EAN 4988021140317。
- 乃木坂46 8th YEAR BIRTHDAY LIVE 2020.2.21-24 NAGOYA DOME（2020年12月23日） - EAN 4547366482812。
- ノギザカスキッツ 第1巻（2021年1月8日） - EAN 4988021718264, EAN 4988021140508。
- NOGIZAKA46 Mai Shiraishi Graduation Concert 〜Always beside you〜（2021年3月10日） - EAN 4547366491104。
- ノギザカスキッツ 第2巻（2021年4月2日） - EAN 4988021718271, EAN 4988021140515。
- ノギザカスキッツACT2 第1巻（2021年7月30日） - EAN 4988021718608, EAN 4988021140829。
- ノギザカスキッツACT2 第2巻（2021年10月22日） - EAN 4988021718615, EAN 4988021140836。
- 乃木坂スター誕生! 第1巻（2022年1月14日） - EAN 4988021718738, EAN 4988021140980。
- 乃木坂スター誕生! 第2巻（2022年4月22日） - EAN 4988021718745, EAN 4988021140997。
- 乃木坂46 9th YEAR BIRTHDAY LIVE 5DAYS（2022年6月8日） - EAN 4547366541441, EAN 4547366541465。
- 乃木坂スター誕生!2 第1巻（2022年7月22日） - EAN 4988021718974, EAN 4988021141550。
- 乃木坂スター誕生!2 第2巻（2022年10月28日） - EAN 4988021718981, EAN 4988021141567。
- 乃木坂46 真夏の全国ツアー2021 FINAL! IN TOKYO DOME（2022年11月16日） - EAN 4547366576009, EAN 4547366576016。
- 乃木坂46 10th YEAR BIRTHDAY LIVE（2023年2月22日） - EAN 4547366594324, EAN 4547366594447。
- さ〜ゆ〜Ready?さゆりんご軍団ライブ/松村沙友理 卒業コンサート（2023年4月26日）[26]
- 生田絵梨花 卒業コンサート（2023年4月26日）[26]
- NOGIZAKA46 ASUKA SAITO GRADUATION CONCERT（2023年10月25日） - EAN 4547366631012, EAN 4547366631098。
- 乃木坂46 11th YEAR BIRTHDAY LIVE 5DAYS（2024年2月21日） - EAN 4547366660128, EAN 4547366660135。
- MIZUKI YAMASHITA GRADUATION CONCERT（2024年10月2日） - EAN 4547366701180, EAN 4547366701227。
- 乃木坂46 12th YEAR BIRTHDAY LIVE（2025年2月12日） - EAN 4547366722253。

## 出演

### ラジオ
- レコメン!（2020年4月1日 - 2023年3月22日、文化放送）水曜24時台パーソナリティー[27][28]
- ベルク presents 乃木坂46の乃木坂に相談だ!（2024年7月19日 - 、TOKYO FM）松尾美佑とのダブルMC[29]

### 舞台
- ミュージカル「美少女戦士セーラームーン」2019（2019年10月10日 - 14日、日本：TOKYO DOME CITY HALL / 11月22日 - 24日、中国：美王其大戯院）愛野美奈子 / セーラーヴィーナス 役[30]
- たぶんこれ銀河鉄道の夜（2023年3月17日 - 4月2日、東京：紀伊國屋サザンシアター TAKASHIMAYA / 4月8日・9日、愛知：ウインクあいち 大ホール / 4月11日、高知：高知県立県民文化ホール・オレンジホール / 4月15日・16日、大阪：サンケイホールブリーゼ）美容師・レナ 役[31][32]

### インターネットドラマ
- サムのこと（2020年3月20日 - 28日、dTV）キム 役[33]

### ネット配信
- 生のアイドルが好き（2020年11月27日 - 、ニコニコ生放送）MC[34]
- 朗読劇「女優探偵」〜ロミオとジュリエット殺人事件〜（2022年3月1日、Streaming+配信〈1週間のアーカイブあり〉）田代真奈 役[35]

### テレビアニメ
- Aランクパーティを離脱した俺は、元教え子たちと迷宮深部を目指す。（2025年1月12日 - 6月28日、日本テレビ系列）キャメラット君 役[36]

## 書籍

### 写真集
- 恋に落ちた瞬間（2023年8月1日、ワニブックス、ISBN 978-4-8470-8504-8）[13]